# Nouan-le-Fuzelier
Nouan-le-Fuzelier ist eine französische Gemeinde mit 2.293 Einwohnern (Stand: 1. Januar 2022) im Département Loir-et-Cher in der Region Centre-Val de Loire; sie gehört zum Arrondissement Romorantin-Lanthenay und zum Kanton La Sologne. Die Einwohner werden Nouanais genannt.

## Geographie
Die mit über 85 km² recht große Gemeinde Nouan-le-Fuzelier liegt im Zentrum der Seenlandschaft Sologne, etwa 42 Kilometer südsüdöstlich von Orléans und etwa 53 Kilometer östlich von Blois. Der Fluss Néant durchquert die Gemeinde, der Fluss Beuvron begrenzt die Gemeinde im Nordosten. Umgeben wird Nouan-le-Fuzelier von den Nachbargemeinden Lamotte-Beuvron im Norden, Chaon im Nordosten, Brinon-sur-Sauldre im Osten, Pierrefitte-sur-Sauldre im Südosten, Salbris im Süden, Marcilly-en-Gault im Südwesten, Saint-Viâtre im Westen sowie Chaumont-sur-Tharonne im Nordwesten. Durch die Gemeinde führen die Autoroute A71 und die frühere Route nationale 20 (heutige D2020). Nouan-le-Fuzelier verfügt über einen Bahnhalt an der Bahnstrecke Les Aubrais-Orléans–Montauban-Ville-Bourbon.

## Bevölkerungsentwicklung
| Jahr                       | 1962 | 1968 | 1975 | 1982 | 1990 | 1999 | 2006 | 2012 | 2021 |
| -------------------------- | ---- | ---- | ---- | ---- | ---- | ---- | ---- | ---- | ---- |
| Einwohner                  | 1845 | 1948 | 2159 | 2301 | 2274 | 2319 | 2832 | 2799 | 2752 |
| Quellen: Cassini und INSEE |      |      |      |      |      |      |      |      |      |

## Sehenswürdigkeiten
- Kirche Saint-Martin aus dem Jahr 1667
- mehr als 20 Schlösser auf dem Gemeindegebiet von Nouan-le-Fuzelier:
  - Schloss Moléon aus dem 15. Jahrhundert, Monument historique seit 1985
  - Schloss Pommerieux
  - Schloss Les Lévrys
  - Schloss Les Sandilles
  - Schloss Malvaux
  - Schloss Mont Evray mit Schlosskapelle
  - Schloss Mazères mit Schlosskapelle
  - Schloss Le Clos d’Issay
  - Schloss Les Maramberts
  - Schloss L’Abbaye
  - Schloss Chalès
  - Schloss Potin
  - Schloss Burtin
  - Schloss Villegondin
  - Schloss Le Puy
  - Schloss Brelat
  - Schloss Vauilly
  - Schloss La Bondonnière
  - Schloss Baignas
  - Schloss Cerçay
  - Schloss La Châtagneraie
  - Schloss Tracy
  - Schloss Montfranc
- Scheune von Corcimont, Monument historique
- zwei Wassertürme

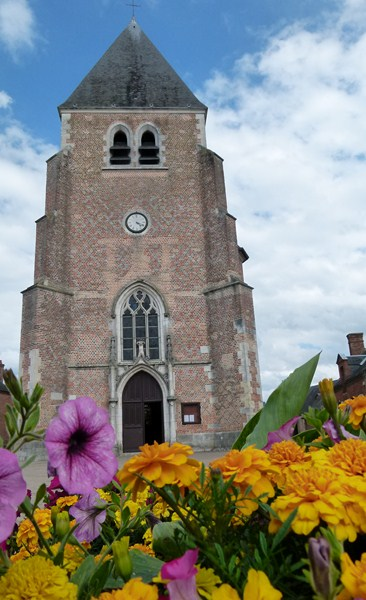
Kirche Saint-Martin
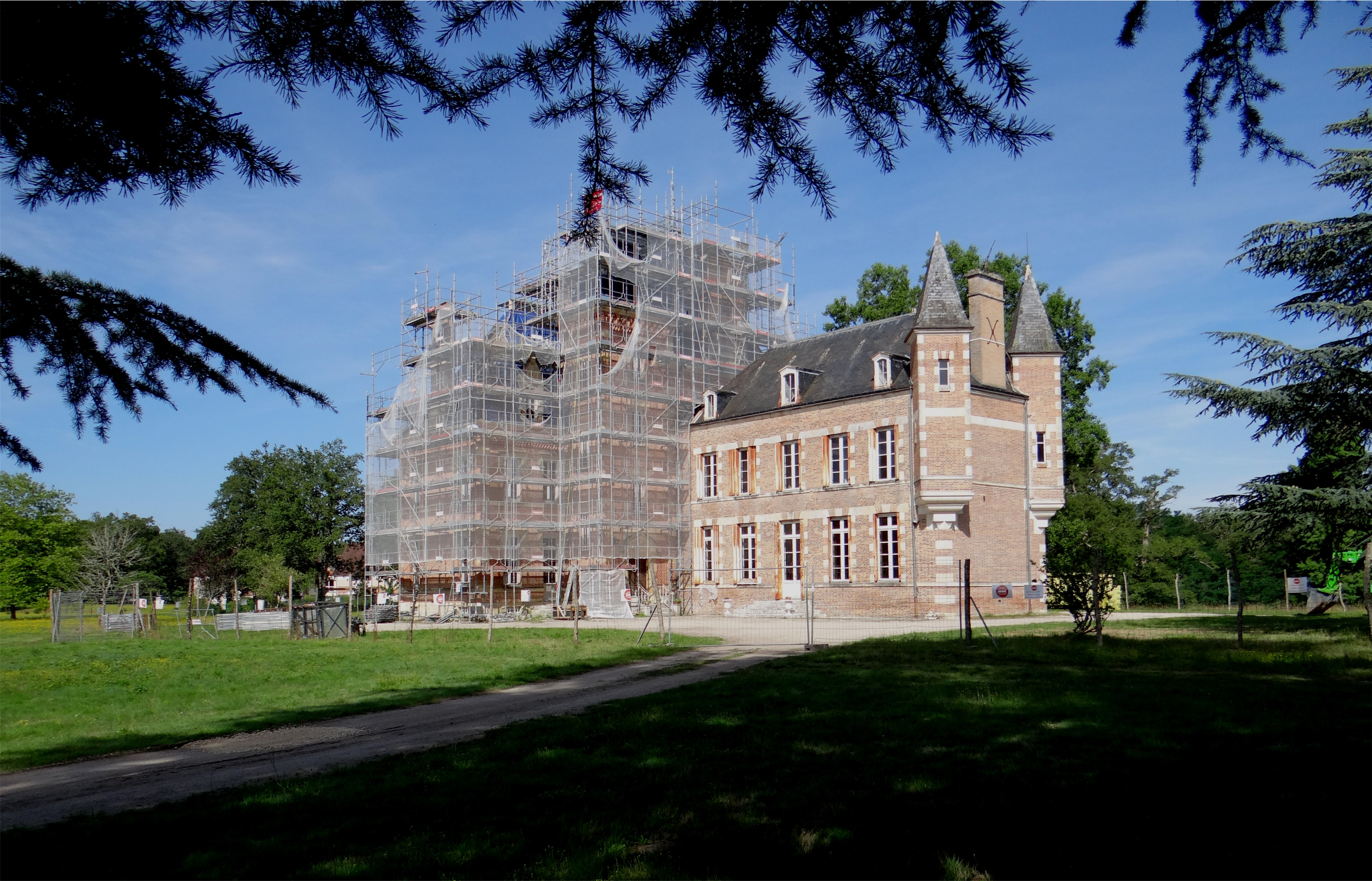
Schloss Mont Evray
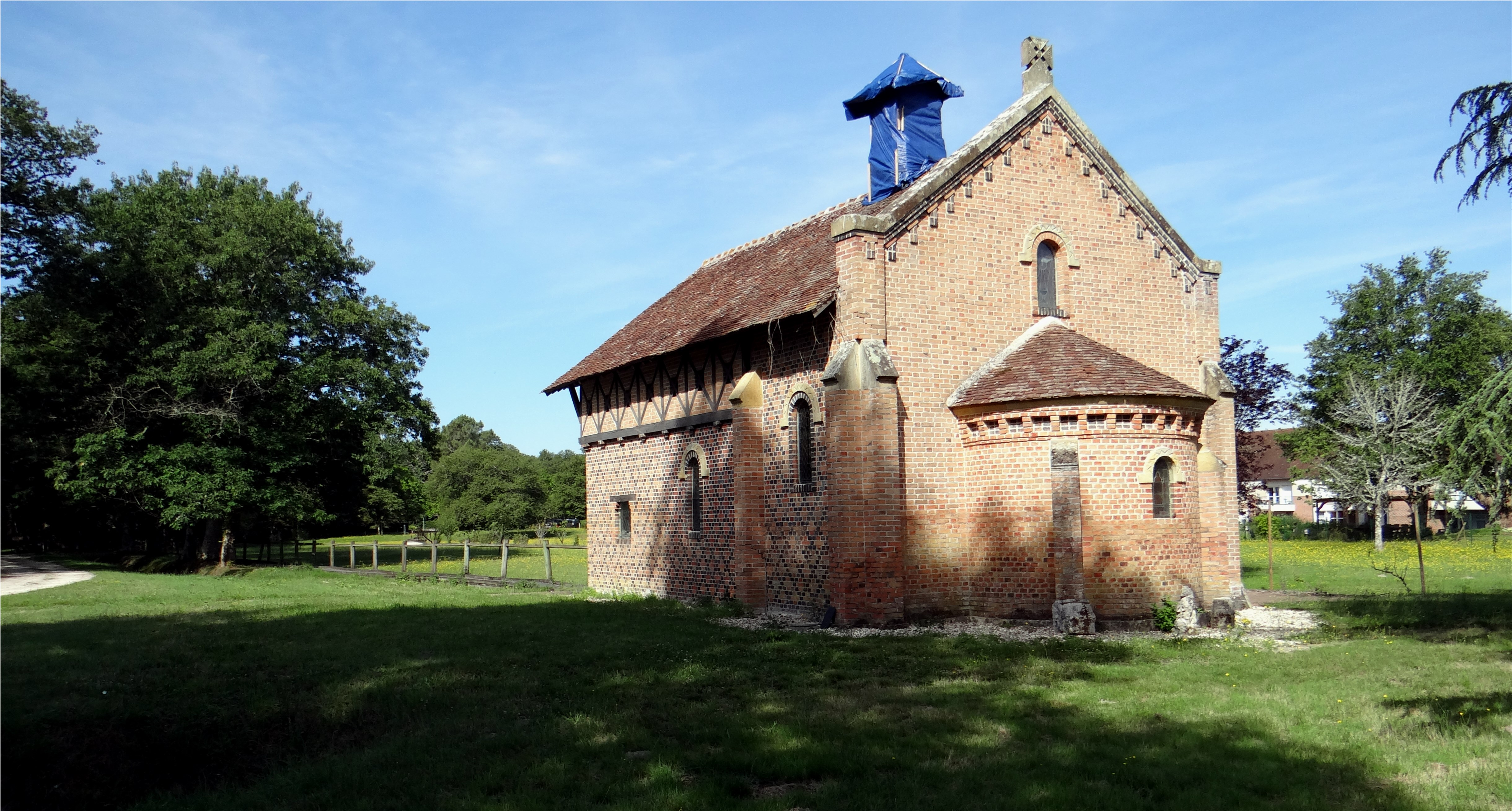
Schlosskapelle Mont Evray
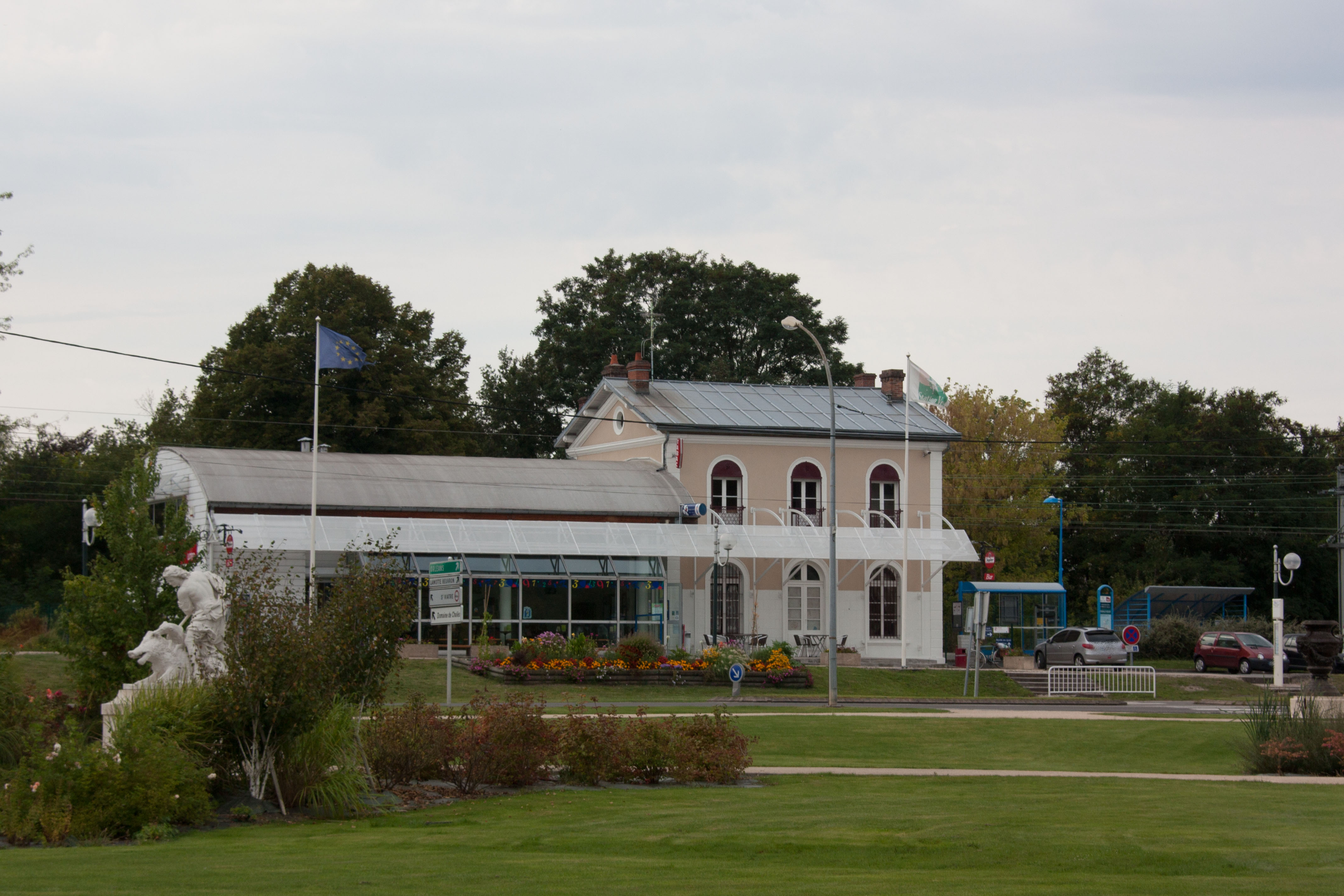
Bahnhof
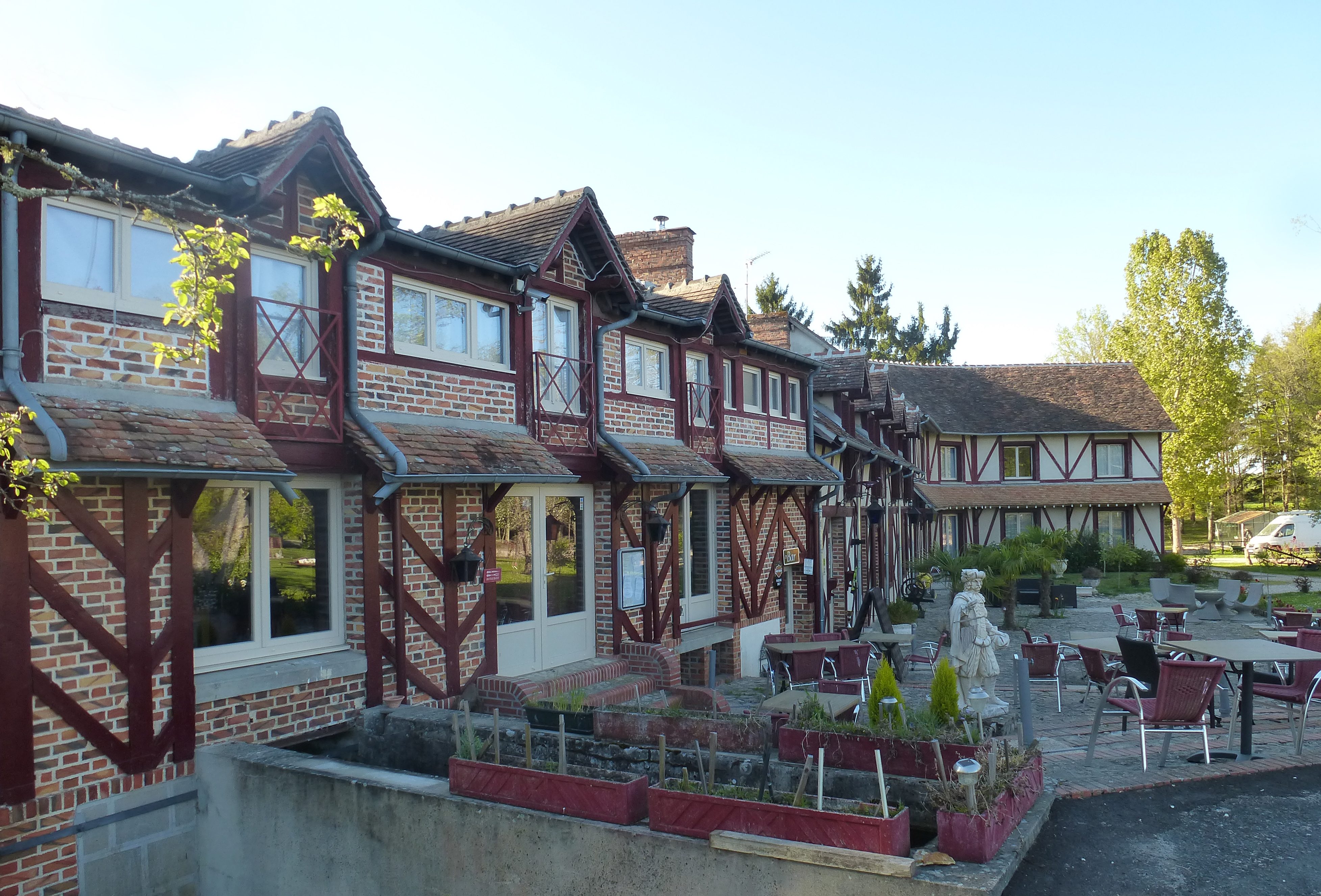
Hôtel du moulin de Villiers

## Wirtschaft
In Nouan-le-Fuzelier bestand der Karosseriehersteller Ateliers Henri Chapron.

## Persönlichkeiten
- Henri Capron (1888–1978), Unternehmer

## Gemeindepartnerschaft
Mit der deutschen Gemeinde Gerabronn in Baden-Württemberg besteht seit 1966 eine Partnerschaft.